# だめんず・うぉ〜か〜
『だめんず・うぉ〜か〜』は、倉田真由美による漫画作品。扶桑社の週刊誌『SPA!』にて2000年6月14日号から2013年4月まで連載されていた。倉田の出世作である。
2002年3月に日本テレビ、2006年10月にテレビ朝日、と2度にわたり上記を原作とするテレビドラマが制作・放映された。また、2006年5月には同じ原作で舞台演劇としてネルケプランニングにより上演され、2020年・2022年・2024年・2025年にかけて清月エンターテイメントにより「令和版」と称して再舞台・朗読劇化。さらに2010年3月よりBeeTVにてアニメ化もされた。2018年・2019年にはビデオ映画が全3作品公開された。

## 概要
ダメな男（ダメンズ）ばかりを渡り歩いて行く（好きになってしまう）様な、男を見る目のない女≒男の趣味が悪い女（だめんず・うぉ〜か〜）のダメ男体験談を紹介するノンフィクション。ときどき、倉田自身の恋愛論や身辺雑事エッセイの回がはさまることもある。ドラマや演劇の原作になってはいるが、いわゆるストーリー漫画ではない。
ネタは一般から募集され、実際に作者が取材している。取り上げられるダメな男は、貧乏人、虚言癖、ドメスティックバイオレンス、マルチ商法の勧誘、浪費癖、浮気常習、モラルハラスメントなど。
男性を徹底的にこき下ろす作風のため、本作によって『SPA!』の女性読者数が大幅に増えたという。ただし一方的に「だめんず」のみを非難するのではなく、彼らを選ぶ女性側にも問題があるというスタンスで描かれていることが多い。
主に進行役として登場するのは、作者・くらたまこと倉田真由美、担当編集者（現在はともりん。女性）である。準レギュラーとして、他媒体で倉田を担当する編集者・ブルース（作中では倉田から「鬼畜」「ヤリチン」「女の敵」などと呼ばれている）が登場し、そのエピソードが紹介されることもしばしば。ほか、連載が始まってしばらくは、だめんず会ヨーコ会長こと渡辺洋香（女流雀士）も倉田の相方として登場することが多かった。
タイトルは、連載スタート当時角川書店から発行されていた雑誌『Men's Walker』をもじって付けられたものである。
この作品をきっかけに、ダメな男を「だめんず」と表現することが一般化した。広義的にはダメ男だけではなくそれを許容して育ててしまう女性側も「だめんず」と表現されることも多い。

### 連載終了・完結
2013年4月に連載を終了し完結した。これについて倉田は「もう『だめんず・うぉ～か～』が書けなくなった」と連載終了の理由を明かし、「わたしの夫婦仲が問題じゃありません。わたし自身、ダメ男に対して腹が立たなくなったのが一番の理由。自分が恋愛のステージを降りてしまって、ダメ男についてテンションが上がらず、むしろツラくなってしまったんです」と説明。更に「単純にいえば、わたしがオバサンになったということかな。見た目も中身も丸くなってしまって。ダメ男話は若くないとできない。わたしの後を誰か継いでくれないかな」と苦笑していた。

## 書誌情報
2013年6月、単行本（A5判）が全20冊で完結。文庫版14冊、ペーパーバック版1冊が発売されている。
単行本
1. 2001年7月26日発売、ISBN 4-594-03207-9
2. 2001年12月19日発売、ISBN 4-594-03350-4
3. 2002年2月28日発売、ISBN 4-594-03428-4
4. 2002年11月15日発売、ISBN 4-594-03718-6
5. 2003年7月2日発売、ISBN 4-594-04101-9
6. 2003年12月2日発売、ISBN 4-594-04219-8
7. 2004年7月13日発売、ISBN 4-594-04692-4
8. 2005年4月28日発売、ISBN 4-594-04945-1
9. 2005年11月25日発売、ISBN 4-594-05066-2
10. 2006年4月20日発売、ISBN 4-594-05146-4
11. 2006年9月29日発売、ISBN 4-594-05220-7
12. 2007年7月27日発売、ISBN 978-4594054113
13. 2008年2月14日発売、ISBN 978-4594055943
14. 2008年9月27日発売、ISBN 978-4594057763
15. 2009年4月11日発売、ISBN 978-4594059316
16. 2010年4月30日発売、ISBN 978-4594061869
17. 2011年1月28日発売、ISBN 978-4594063399
18. 2011年9月30日発売、ISBN 978-4594064907
19. 2012年5月11日発売、ISBN 978-4594066062
20. 2013年6月29日発売、ISBN 978-4594068554

文庫
1. 2004年7月31日発売、ISBN 4-594-04745-9
2. 2004年7月31日発売、ISBN 4-594-04746-7
3. 2005年4月28日発売、ISBN 4-594-04928-1
4. 2005年4月28日発売、ISBN 4-594-04929-X
5. 2005年10月29日発売、ISBN 4-594-05046-8
6. 2006年9月29日発売、ISBN 978-4594052355
7. 2007年7月31日発売、ISBN 978-4594054120
8. 2008年2月29日発売、ISBN 978-4594055875
9. 2008年10月1日発売、ISBN 978-4594057824
10. 2009年4月28日発売、ISBN 978-4594059323
11. 2010年4月30日発売、ISBN 978-4594061876
12. 2011年1月28日発売、ISBN 978-4594063405
13. 2011年9月30日発売、ISBN 978-4594064914
14. 2012年12月4日発売、ISBN 978-4594067359

ペーパーバック
1. 2006年3月6日発売、ISBN 4-594-05129-4

## テレビドラマ
2002年と2006年の2度にわたってテレビドラマ化されている。いずれも、漫画に登場するエピソードを再構成し、まともな男を好きになり幸福をつかもうと悪戦苦闘する女たちの姿を描くフィクションとしてストーリー化したものである。

### 2002年版
2002年3月1日から29日まで、日本テレビでドラマ化、深夜帯で放映された。結婚にあこがれるOLのだめんず遍歴をオムニバス形式で描いた。
キャスト
- 桜井茜：飯島愛
- 堀之内統子：原千晶
- 藤崎沙也香：浜丘麻矢
- 中根拓実：安居剣一郎
- 白金百合子：宮本えりか
- 向井（沢田）正男：宇梶剛士
- 借金取立屋：真柴幸平

主題歌
- 鳳山雅姫「縛られた手足」（ミニアルバム「やわらかな風」収録）

スタッフ
- 原作：倉田真由美「だめんず・うぉ〜か〜」（扶桑社刊）
- 脚本：相内美生
- チーフプロデューサー：増田一穂（日本テレビ）
- プロデューサー：赤羽根敏男（エフ・プロジェクト）、荻野哲弘（日本テレビ）、中西健（日本テレビ）、大平太（日本テレビ）
- 演出：倉田忠明（日本テレビ）
- 制作：日本テレビ

| 日本テレビ D-TODAY      | 日本テレビ D-TODAY                                                 | 日本テレビ D-TODAY              |
| 前番組                  | 番組名                                                             | 次番組                          |
| ----------------------- | ------------------------------------------------------------------ | ------------------------------- |
| 東京ぬけ道ガール        | だめんず・うぉ〜か〜 （日本テレビ版）                              | （廃枠）                        |
| 日本テレビ ZZZ金曜2部枠 |                                                                    |                                 |
| 東京ぬけ道ガール        | だめんず・うぉ〜か〜 （日本テレビ版） 【当番組まで日本テレビ制作】 | Chanoma Girl 【中京テレビ制作】 |

### 2006年版
2006年10月12日から木曜21時台にテレビ朝日系列で放映。結婚にあこがれるOLたちが主人公である点は2002年版と同様であるが、登場するキャラクターは全くの別物である。12月7日放送の第8話で最終回を迎えた。

#### キャスト
大泉まりあ（33）：藤原紀香
大手商社・丸忠物産の秘書室に務めるOL。仕事ができ、ルックスやスタイルもよく、一見男には困らないようにも見えるが、実は彼女が付き合ってきたのはダメ男ばかり。いわゆる「だめんず・うぉ〜か〜」である。母性がとても強く、どうしようもない男を見ると放っておけない性格であるのが原因であるようだ。最初はメガネを着用していたが、第4話からはコンタクトに変えたため、自宅以外でははずしている。
高見ナツ（23）：山田優
丸忠物産・秘書室の新米OL。まりあと対照的で仕事に対する意欲があまりなく、イイ男をさがすことに夢中である。しかし、まりあと同様に男を見る目がなく、「だめんず・うぉ〜か〜」扱いされている。まりあとはいろんな場面で反発している。
一ツ橋信（35）：宮迫博之（雨上がり決死隊）
まりあの会社と同じビルにある旅行代理店に勤める営業マン。仕事ができ、トークのセンスも抜群にあるため、一見まじめそうな男に見えるが、彼の正体は女たらしで有名な伝説のダメ男「ブルース」である。第1話でまりあを落とそうとたくらむが、伝説のダメ男である正体がまりあにばれて失敗し、まりあに股間を蹴られている。
小山内静（36）：田辺誠一
IT企業・サイバーマジェスティック社代表取締役社長。俗に言うイケメンであり、一見女性にはかなり好かれそうなものの、マザコンであったり、優柔不断であったりとダメ男である一面が見え隠れしているのが事実である。まりあに好意を抱いているようであり、信から女性を誘うテクニックを教わろうとしたこともあった。大のUFO好き。
宮下さくら（33）：三浦理恵子
レトロバー「チェリー」のママ。まりあの親友でもある。妻子持ちのダメ男と不倫の末、略奪婚をしたが、借金と子ども（夫の連れ子）を残し、夫に逃げられた過去を持つ。彼女も「だめんず・うぉ〜か〜」の1人である。
岩城友子（32）：青木さやか
丸忠物産・経理課OL。3マタ（第4話では4マタに増加した）の小説家志望の男と付き合っている。「彼は私のことを一番愛してくれている!」と周囲に言い続け、別れに発展しない。まりあ曰く「史上最強のだめんず・うぉ〜か〜」とのこと。
虻川久美（26）：島谷ひとみ
丸忠物産の秘書室に務めるOL。とても高飛車な性格で、大手企業の御曹司と婚約が決定したことをいいことに、男を相手に次々と失敗していくまりあやナツたちを見てイヤミを連発したり、バカにしたりするのが彼女の日課である。
蜂谷留美（25）：眞野裕子
丸忠物産の秘書室に務めるOL。久美と同様にまりあたちにイヤミを浴びせる女性社員。
二宮利生（35）：レッド吉田（TIM）
サイバーマジェスティック社取締役専務。
福山一郎（24）：和田正人
丸忠物産営業二課から秘書室に配属されて来た男性秘書。さくらに狙われているようである。
泊克己（48）：柳沢慎吾
丸忠物産・秘書室室長。まじめな性格であり秘書室内のまとめ役であるが、仕事を休んだナツにビシッと言えない、優柔不断でメニューを決めるのに時間がかかるなど、頼りない一面をみせることも。第2話ではマザコンであることが発覚してしまった。
永末英一郎（55）：西岡徳馬
丸忠物産常務取締役。彼の担当秘書はまりあである。仕事はとてもできるものの、彼も第2話でかなりのマザコンであることが発覚してしまった。
鈴来直人：上山竜司（RUN&GUN）
一ツ橋の職場の後輩。
芥川弘樹：高知東生（第4話・最終話）
小説家を目指す友子の彼氏。一見すると好青年だが、実際は三股、四股は当たり前の浮気男。
松浦晃一：永井大（第1話）
大企業・松浦電気のイケメン御曹司。婚約者の存在を隠してナツに近づく。
飯田：賀集利樹（第1話）
イケメン広告マン。彼女がいるにもかかわらず、日々、合コンに精を出している。
押切もえ（第1話）本人役
人気カリスマモデル。
大河内強：大鶴義丹（第2話）
正義感に溢れる大手銀行マン。一ツ橋の大学の先輩でもある。自覚症状のないマザコン男。
小山内春子：銀粉蝶（第2話）
小山内静の母。
朝倉ヒデキ：大浦龍宇一（第3話）
カリスマ美容師。イケメンで腕もいいが、かなりの優柔不断。
ケント：須賀貴匡（第5話）
イケメンホスト。正真正銘のナルシストで、疲れたときは、鏡で自分の顔を見ると元気がでるらしい。
早乙女ゆり子：さとう珠緒（第6話）
まりあの高校時代の同級生。御曹司と結婚し、白金の豪邸に住んでいる。
早乙女龍太郎：津田寛治（第6話）
ゆり子の夫。早乙女コンツェルンの御曹司。
珠子：倉田真由美（第6話）
ゆり子の友人で同じく白金マダム。
西園寺圭介：細川茂樹（第7話・最終話）
久美の婚約者であり、西園寺コンツェルンの御曹司。
ゴロー：ゴルゴ松本（TIM）（最終話）
まりあの元彼。夢ばかり語って働かない自称ミュージシャン。
ケンジ：井戸田潤（スピードワゴン）（最終話）
まりあの元彼。すぐに暴力を振るう自称青年実業家。

#### 主題歌
- 倖田來未「夢のうた」（2006年10月18日発売）

#### 挿入歌
- SHOWTA.「Trans-winter〜冬の向こう側〜」（2006年11月22日発売）
- 倖田來未「ふたりで…」（最終回）

#### スタッフ
- 原作：倉田真由美「だめんず・うぉ〜か〜」（扶桑社刊）
- 脚本：田辺満、吉田玲子
- 音楽：福島祐子 with Audio Highs
- 音楽プロデューサー：志田博英
- チーフプロデューサー：五十嵐文郎（テレビ朝日）
- プロデューサー：川島保男・横地郁英（テレビ朝日）
- 制作プロデューサー：小林正知（シネハウス）
- 協力プロデューサー：藤本一彦（テレビ朝日）
- 演出：片山修（泉放送制作）、小松隆志（MMJ）、麻生学、田村直己（テレビ朝日）
- 協力：シネハウス、東通、アックス、3×7、砧スタジオ
- 制作協力：ティーズ
- 制作著作：テレビ朝日

#### 備考
2006年11月26日にフジテレビ系『ジャンクSPORTS』で、藤原と山田の「だめんずコンビ」が、他局であるにもかかわらずゲスト共演している。

#### サブタイトル
| 各話                                           | 放送日          | サブタイトル                     | ダメ男       | 視聴率 |
| ---------------------------------------------- | --------------- | -------------------------------- | ------------ | ------ |
| 第1話                                          | 2006年 10月12日 | 結婚できない女vsダメ男!!         | 浮気男       | 10.3%  |
| 第2話                                          | 10月19日        | マザコン男にハマッたダメ女!?     | マザコン男   | 8.0%   |
| 第3話                                          | 11月2日         | イケメン美容師との（秘）三角関係 | 優柔不断男   | 7.2%   |
| 第4話                                          | 11月9日         | 結婚パーティーに隠された嘘       | 嘘つき男     | 7.4%   |
| 第5話                                          | 11月16日        | No.1美形ホストにハマった女!?     | ナルシスト男 | 8.6%   |
| 第6話                                          | 11月23日        | 今夜セレブ男が遂にプロポーズ     | 見栄っ張り男 | 9.0%   |
| 第7話                                          | 11月30日        | 最終章!! セレブ婚の罠            | 没落男       | 7.1%   |
| 最終話                                         | 12月7日         | イヴの奇跡!! 涙の結婚宣言…       | 没落男       | 7.0%   |
| 平均視聴率8.1%（数字はビデオリサーチ関東地区） |                 |                                  |              |        |
10月26日は日本シリーズ中継で日本ハムファイターズが優勝し時間延長したため放送を休止し1週順延した。遅れネット局の福井放送（当時は4日遅れで毎週月曜日22:00-22:54に放送）では第3話を最後にエンドカードがいったん使用されなくなり、2009年1月クールの『特命係長 只野仁』（第4シーズン）で再度復活するまでこの事態が続いた。
テレ朝系列以外のネット局
- 北日本放送
- 山陰放送 - 2007年5月22日から
- 四国放送 - 2009年3月9日から18日まで朝10時枠帯ドラマ放送

| テレビ朝日 木曜ドラマ                   | テレビ朝日 木曜ドラマ                           | テレビ朝日 木曜ドラマ                                  |
| 前番組                                  | 番組名                                          | 次番組                                                 |
| --------------------------------------- | ----------------------------------------------- | ------------------------------------------------------ |
| 下北サンデーズ （2006.7.13 - 2006.9.7） | だめんず・うぉ〜か〜 （2006.10.12 - 2006.12.7） | エラいところに嫁いでしまった! （2007.1.11 - 2007.3.8） |

## 舞台

### 2006年版
2006年5月16・17日に紀伊國屋サザンシアターにて上演された。OLたちが集まってだめんず体験談を披露しあう設定のフィクション。
出演者
- 風花舞
- 武内由紀子
- 黒沢かずこ（森三中）
- たくませいこ
- ゲスト：宮川大輔
- 高橋京子

スタッフ
- 原作：倉田真由美「だめんず・うぉ〜か〜」（扶桑社刊）
- 脚本：大宮エリー
- 演出：鈴木おさむ
- 企画：吉本興業
- 制作：ネルケプランニング

### 2020年版
『だめんず・ウォーカー令和版2020』（「ウォーカー」は片仮名表記）の題で、2020年10月30日・31日・11月1日に中目黒TRYにて上演。3本のオムニバス作品。オンラインでの配信も行われた。
主な出演者
- 船岡咲
- 片山陽加
- 内田眞由美
- 高橋凜
- 須賀由美子
- 菜ノ花れみ
- 末永百合恵
- 西中葵
- 御堂耕平
- 高橋空
- 井上あずみ（※声の出演）

主なスタッフ
- 原作：倉田真由美「だめんず・うぉ〜か〜」（扶桑社刊）
- 演出：歳岡孝士（劇団Please Mr.マーベリック）
- 脚本：歳岡孝士 杉田鮎美 潮楼奈和
- 振付：香瑠鼓
- 音楽：元道俊哉
- 殺陣：丹羽隆博
- シナリオ監修：柏田道夫
- 企画：ACE×清月エンターテイメントPresents
- 制作総指揮：松本京
- プロデューサー：アレス

### 2022年版
『だめんず・ウォーカー令和版2022』（「ウォーカー」は片仮名表記）の題で、2022年1月19日～24日に中目黒TRYにて上演予定だったが、新型コロナウイルスの陽性者が出たため23日14時の回を持って公演中止した。オンラインでの配信も行われた。
主な出演者
- 岡田彩花
- 小西萌子
- 小山未結
- 須賀由美子
- 杉田友里
- 橋本智恵子
- 斉藤レイ
- 新原武
- 丹羽隆博
- 田口祥
- 結城駿
- Kいち
- 陶國貴矢
- 井上あずみ（※声の出演）

主なスタッフ
- 原作：倉田真由美「だめんず・うぉ〜か〜」（扶桑社刊）
- 脚本・演出：歳岡孝士（劇団Please Mr.マーベリック）
- 振付：Lise
- 音楽：元道俊哉
- 殺陣：丹羽隆博
- 主催：NPO法人文化芸術教育支援センター、清月エンターテイメント
- 制作総指揮：松本京
- 制作：株式会社あるひ
- 企画：アレス

### 2024年版
『だめんずうぉーかー令和版2024』の題で、2024年11月20日～24日に三鷹RI劇場にてリーディングliveステージ（朗読劇）として上演。オンラインでの配信も行われた。
主な出演者
- 須賀由美子
- 吉田彩花
- 新田恵海
- 横田友菜
- 水原ゆき
- 畑美紗起
- 大島さと子
- 白石まるみ
- 五代高之（特別出演）
- 古原靖久
- 笠原紳司
- 北出浩二
- 佐藤嘉寿人
- 小田啓司
- 西中葵
- 水野伽奈子
- 井上あずみ（※声の出演）

主なスタッフ
- 原作：倉田真由美「だめんず・うぉ〜か〜」（扶桑社刊）
- 脚本・演出：歳岡孝士（劇団Please Mr.マーベリック）
- 振付：水野伽奈子
- 音楽：元道俊哉
- 劇中歌「ケンジの歌」作詞 作曲 西中葵
- 企画・主催・制作著作：清月エンターテイメント
- フライヤーデザイン：オフィスミゼット
- プロデューサー：アレス

### 2025年版
『だめんずうぉーかー令和版2025』の題で、2025年5月14日〜18日に三鷹RI劇場にて2024年同様、2.5次元リーディングLIVEステージ（朗読劇）として上演。オンラインでの配信も行われた。
主な出演者
- 夏葵
- 七瀬いづみ
- 幸野ゆりあ
- 吉田彩花
- 有井ちえ
- 橘百花
- 古原靖久
- 笠原紳司
- 綾切拓也
- 立澤鎮也
- 小田啓司
- 笠原織人
- 半井小絵
- 民本しょうこ
- 水野伽奈子
- 森田朋依
- 伊藤栄次
- 藤森太介
- 井上あずみ（※声の出演）

主なスタッフ
- 原作：倉田真由美「だめんず・うぉ〜か〜」（扶桑社刊）
- 脚本・演出：歳岡孝士（劇団Please Mr.マーベリック）
- プロデューサー：アレス
- 企画・主催・制作著作：株式会社 清月エンターテイメント

## アニメ
『だめんず・うぉ〜か〜 THE アニメ』は、2010年3月1日よりBeeTVにて配信された。全12話。
キャスト
- くらたま：兼田恵
- ヨーコ：平山笑美
- ともりん：桐谷蝶々

スタッフ
- 監督：たかたまさひろ
- アニメ制作：弥栄堂フヰルム

主題歌
- 「D-WOMAN」（作詞・作曲・プロデュース：古坂大魔王 / 歌：小原正子）

## ビデオ映画
1本につき全3話から構成されるオムニバス作品としてリリース。『パッション編』はイオンシネマ板橋にて1週間限定で劇場公開も行われた。
- 第1作『だめんずうぉ～か～ THE MOVIE ジェラシー編』
  - 2018年5月2日発売[9]
  - 監督：成田基将[10]
  - 主演：森本のぶ／田山由起／桜まゆみ／竹田哲朗／関本巧文／皆川暢ニ[10]
- 第2作『だめんずうぉ～か～ THE MOVIE パッション編』
  - 2018年9月28日公開[8]／同年11月2日発売[11]
  - 監督：辻岡正人[12]
  - 出演：紗綾／末野卓磨／江藤彩也香／工藤晴香／柴小聖／日比博朋[12]
- 第3作『だめんずうぉ～か～ THE MOVIE コンフューズ編』
  - 2019年4月2日発売[13]
  - 監督：辻岡正人[14]
  - 出演：加藤玲奈（AKB48）／有村藍里／飯野智司／尾崎明日香／志賀正幸／伊藤陽佑[14]